# Championnats de France de ski et de snowboard freeride
Les Championnats de France de ski et de snowboard freeride sont une compétition organisée par l'Ecole de ski et d'aventures Evolution 2.

## Organisation
En 2014, l'Ecole de ski et d'aventures Evolution 2 crée les championnats de France de ski et de snowboard freeride. Evolution 2 est l'organisateur des étapes françaises du Free World Tour Qualifier Europe qui est le circuit de qualification européen pour le Freeride World Tour qui regroupe les tout meilleurs mondiaux de chaque spécialité. 
Les journées de compétition françaises du Free World Tour Qualifier Europe sont dénommées French Freeride Series. Les titres de champions de France sont attribués aujourd'hui aux vainqueurs de la dernière étape de ces French Freeride days, généralement organisée en avril à Chamonix.
Les premières années, les titres étaient attribués aux meilleurs français des French Freeride Series, en comptabilisant les 3 meilleurs résultats de chaque compétiteur.

## Palmarès

### Ski freeride
| Année                                    | Station  | Or                 | Argent         | Bronze             |
| Les données manquantes sont à compléter. |          |                    |                |                    |
| 2014                                     |          | Arnaud Lesueur     |                |                    |
| 2015                                     |          | Julien Héricher    |                |                    |
| 2016                                     |          | Florent Jauffred   | Lughi Rottier  | Yann Dumax-Baudron |
| 2017                                     |          | Mickaël Bimboes    |                |                    |
| 2018                                     |          | Yann Dumax-Baudron | Victor Lourdel | Tom Gratadour      |
| 2019                                     |          |                    |                |                    |
| 2020                                     | Chamonix | Ugo Troubat        | Virgile Didier | Aurélien Collet    |
| 2022                                     | Chamonix | Gabriel Bletton    | Yan Viallet    | Benoît Lamour      |
| 2023                                     | Chamonix | Noé Monier         | Eliott Gorry   | Antoine Joffre     |
| 2024                                     | Chamonix | Clémentin Besson   | Maxence Bozon  | Matéo Pongan       |
| 2025                                     | Chamonix | Lucas Manetta      | Samuel Labhard | Maximilien Michel  |

| Année                                    | Station  | Or                 | Argent            | Bronze         |
| Les données manquantes sont à compléter. |          |                    |                   |                |
| 2014                                     | -        | Tiphaine Volponi   |                   |                |
| 2015                                     | -        | Marguerite Pouteau |                   |                |
| 2016                                     | -        | Juliette Willmann  | Stéphanie Cooke   | Sophie Martz   |
| 2017                                     | -        |                    |                   |                |
| 2018                                     | -        | Charlène Plaisance | Juliette Willmann | Noémie Lemaire |
| 2019                                     |          |                    |                   |                |
| 2020                                     | Chamonix | Mina Quenet        | Manon Michaud     | Clara Requedaz |
| 2022                                     | Chamonix |                    |                   |                |
| 2023                                     | Chamonix | Margaux Aymé       |                   |                |
| 2024                                     | Chamonix | Magali Rochaix     |                   |                |

### Snowboard freeride
| Année                                    | Station  | Or                   | Argent             | Bronze               |
| Les données manquantes sont à compléter. |          |                      |                    |                      |
| 2014                                     | -        | Christophe Charlet   |                    |                      |
| 2015                                     |          | Christophe Charlet   |                    |                      |
| 2016                                     |          | Christophe Charlet   | Ted Jedzejczyk     | Alexandre Alfano     |
| 2017                                     |          |                      |                    |                      |
| 2018                                     |          | Ludovic Guillot-Diat | Cédric Giraudeau   | Maxime Manissier     |
| 2019                                     |          |                      |                    |                      |
| 2020                                     | Chamonix | Christophe Charlet   | Florent Andreoli   | Jean-Baptiste Pittet |
| 2022                                     | Chamonix | Christophe Charlet   | Macéo Peresson     | Johann Kelkel        |
| 2023                                     | Chamonix | Lionel Binet         | Christophe Charlet | Florent Andreoli     |
| 2024                                     | Chamonix | Christophe Charlet   | Macéo Peresson     | Florent Andreoli     |
| 2025                                     | Chamonix | Christophe Charlet   | Florent Andreoli   | Nathan Delacoste     |

| Année                                    | Station  | Or                | Argent               | Bronze          |
| Les données manquantes sont à compléter. |          |                   |                      |                 |
| 2014                                     | -        | Annouck Mouthon   |                      |                 |
| 2015                                     |          | Tiphanie Perrotin |                      |                 |
| 2016                                     |          | Claire Chapotot   | Tiphanie Perrotin    | Annouck Mouthon |
| 2017                                     |          |                   |                      |                 |
| 2018                                     |          | Johanna Stock     | Claire Chapotot      | Laurence Barrau |
| 2019                                     |          |                   |                      |                 |
| 2020                                     | Chamonix | Anna Martinez     | Estelle Rizzolio     |                 |
| 2022                                     | Chamonix | Noémie Equy       | Jill Chevalier       |                 |
| 2023                                     | Chamonix | Dora Kuentz       | Laura Hebbel Boutang | Magali Lefèvre  |
| 2024                                     | Chamonix | Bais Margaux      |                      |                 |